# Alinghi
L'Alinghi és l'equip de vela esportiva de la Societat Nàutica de Ginebra, guanyador en dues ocasions de la Copa Amèrica de vela: l'any 2003 a Auckland i l'any 2007 a València.
El nom de l'equip i dels sis iots, Alinghi, és una paraula imaginària amb la qual Ernesto Bertarelli, que és l'armador, i la seva germana Donatella, denominaven a un amic imaginari que es van inventar. Pel que fa als seus colors, aquests són el blanc i el vermell en honor de Suïssa i el negre en honor de l'alta tecnologia.

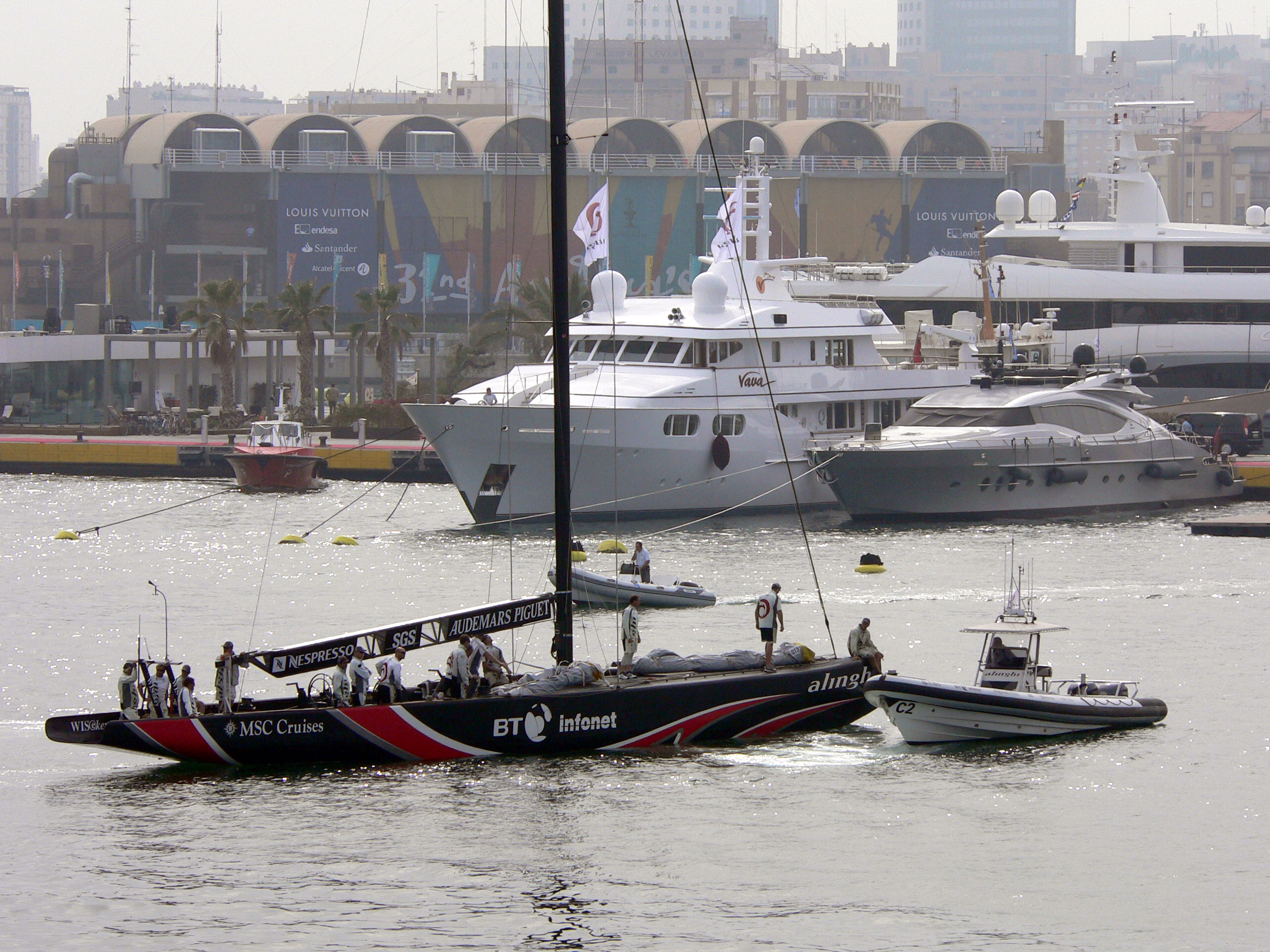
LAllinghi a València, en la Copa Amèrica de 2007

Quan l'Alinghi guanyà la seva primera Copa Amèrica de vela el 2 de març de 2003, es convertí en el primer equip a retornar aquest títol a Europa des de 1851. Posteriorment, per defensar el títol l'any 2007, a causa del fet que Suïssa no té mar, organitzaren la competició a València, i aconseguiren mantenir el títol, fins a la 33a edició, en què perdé el trofeu davant del BMW Oracle Racing, representant el Golden Gate Yacht Club.